# Trabalhos do Mês

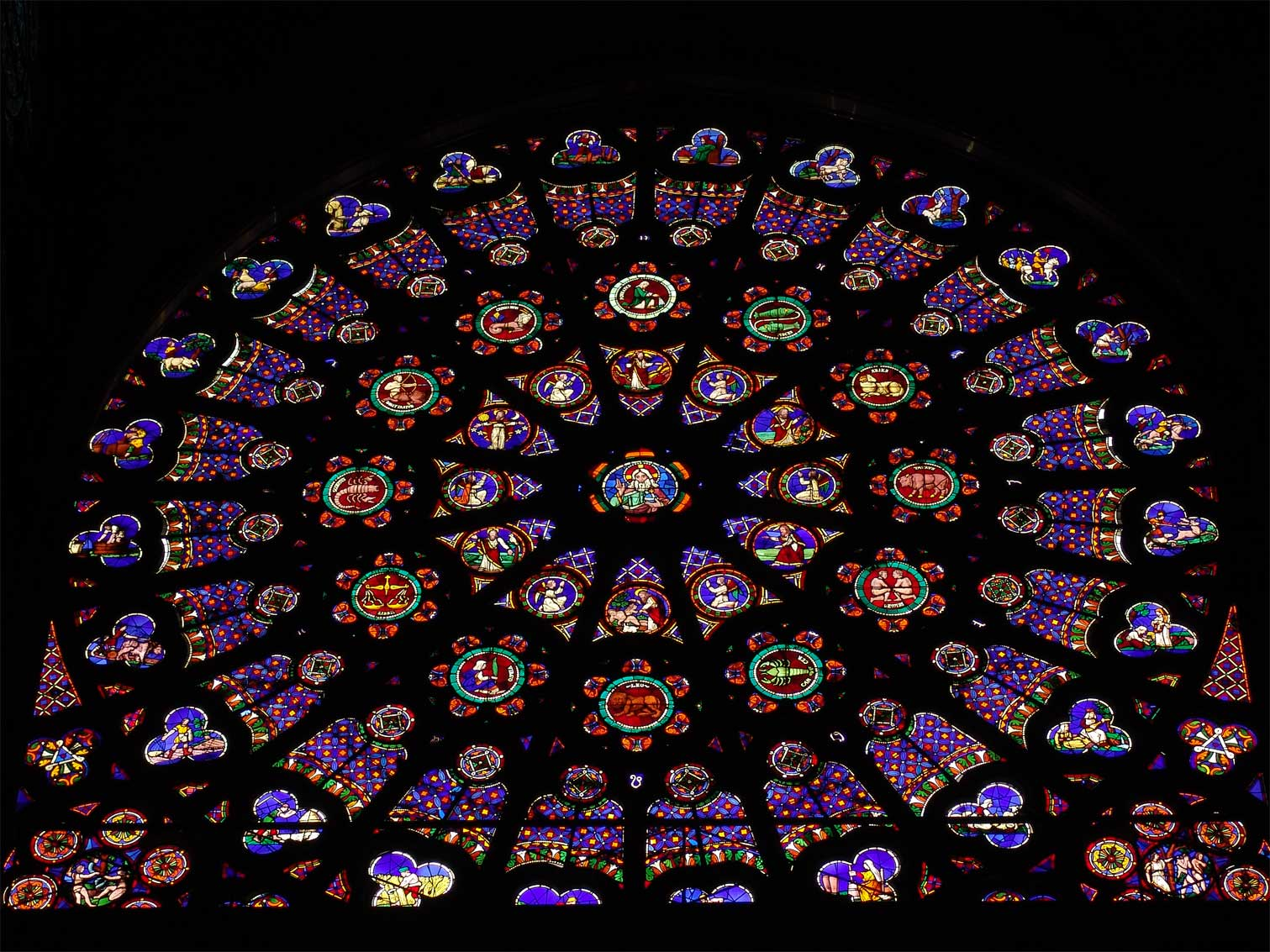
Rosácea na Basílica de Saint Denis, França. Há 24 figuras relativas aos ciclos de trabalhos mensais na parte mais externa, os doze signos do zodíaco, a Criação conforme o primeiro capítulo do livro do Gênesis, e, por fim, ao centro, Deus Pai.

Trabalhos do Mês refere-se a um ciclo encontrado na arte da Idade Média e início da Renascença demonstrando em doze cenas as atividades rurais que normalmente tomavam lugar nos meses do ano. São frequentemente encontradas em Igrejas e manuscritos iluminados, especialmente nos calendários dos livros de horas. Estes manuscritos foram importantes no desenvolvimento da pintura de paisagens, contendo a maioria das primeiras pinturas acerca do tema. Mais tarde o pintor Simon Bening produzirá notáveis ciclos que influenciarão a pintura de Brueghel, o velho.
Eram frequentemente relacionados com os signos do zodíaco, e eram vistos como uma forma de resposta da humanidade a ordenação do Universo criada por Deus.

## Um ciclo típico
O conteúdo de um ciclo típico variava conforme a data, o local e o propósito do trabalho. O mais famoso ciclo, encontrado nas très riches heures du duc de Berry foi criado para o uso pessoal do próprio João I de Berry, apesar do tamanho, maior do que se costumava encontrar, seguia os mesmos padrões encontrados em cada mês: informações astrológicas, calendário, o martirológio no topo e a vida agrícola diuturna dos servos, a corte e, por fim, ilustrações dos vários castelos do duque ao fundo destas cenas.
Um esboço de um ciclo típico daria algo como:
- Janeiro - banquete, comemoração;
- Fevereiro - Inverno. Pessoas próximas a lareira;
- Março - Poda das árvores, semear a terra;
- Abril - Plantar, divertir-se, época de colher flores;
- Junho - época de recolher o feno;
- Julho - colheita do trigo;
- Agosto - seleção dos grãos de trigo;
- Setembro - colheita da uva;
- Outubro - arar a terra, semear;
- Novembro - recolhendo a noz do carvalho para os porcos;
- Dezembro - morte do porco, cozimento do pão.

## O ciclo na escultura

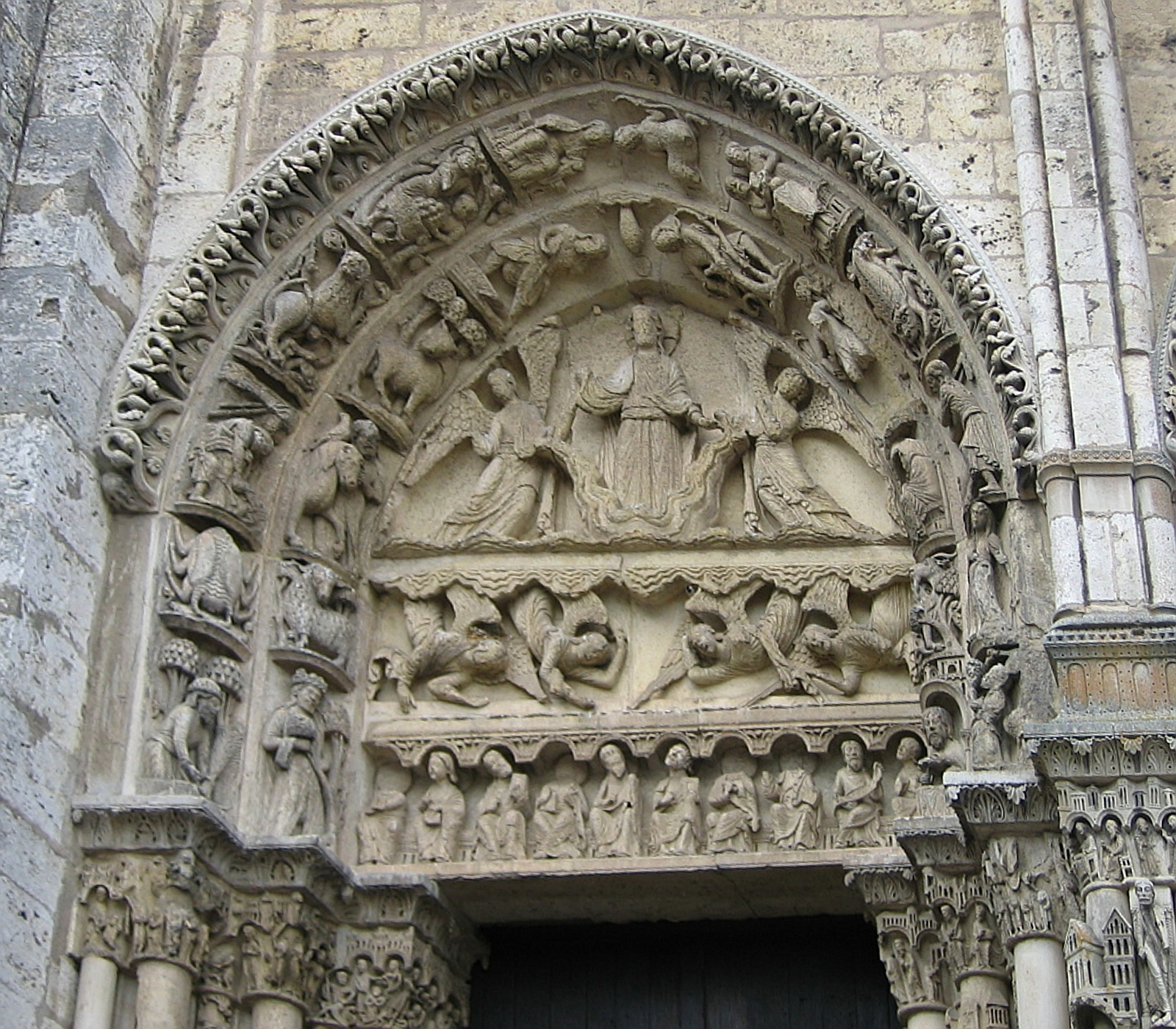
Arquivolta do Portão oeste da catedral de Chartres. Nota-se o ciclo mensal intercalado com signos zodiacais.

Há exemplos também esculpidos, notadamente em catedrais da Idade Média:
- Catedral de Chartres - arquivoltas do portão norte e oeste. Vitral no deambulatório sul;
- Notre Dame de Paris - Portão da Virgem e rosácea oeste;
- Basílica de Santa Maria Madalena em Vézelay - arquivolta da entrada principal;
- Catedral de São Lázaro em Autun - arquivolta da entrada principal;
- Basílica de São Marcos em Veneza - Portão principal;
- Basílica de São Zenão em Verona - fachada.

A maioria dos ciclos esculpidos, especialmente quando dentro de uma arquivolta, consistem em um símbolo astrológico junto a uma escultura ou relevo relativo aos trabalhos mensais.